# Julius von Koethen
Friedrich Julius Franz Alexander Kreuzwendedich von Koethen (* 17. Juli 1815 in Zeinicke, Kreis Pyritz; † 12. Juni 1899 in Halle (Saale)) war ein preußischer Generalmajor.

## Leben

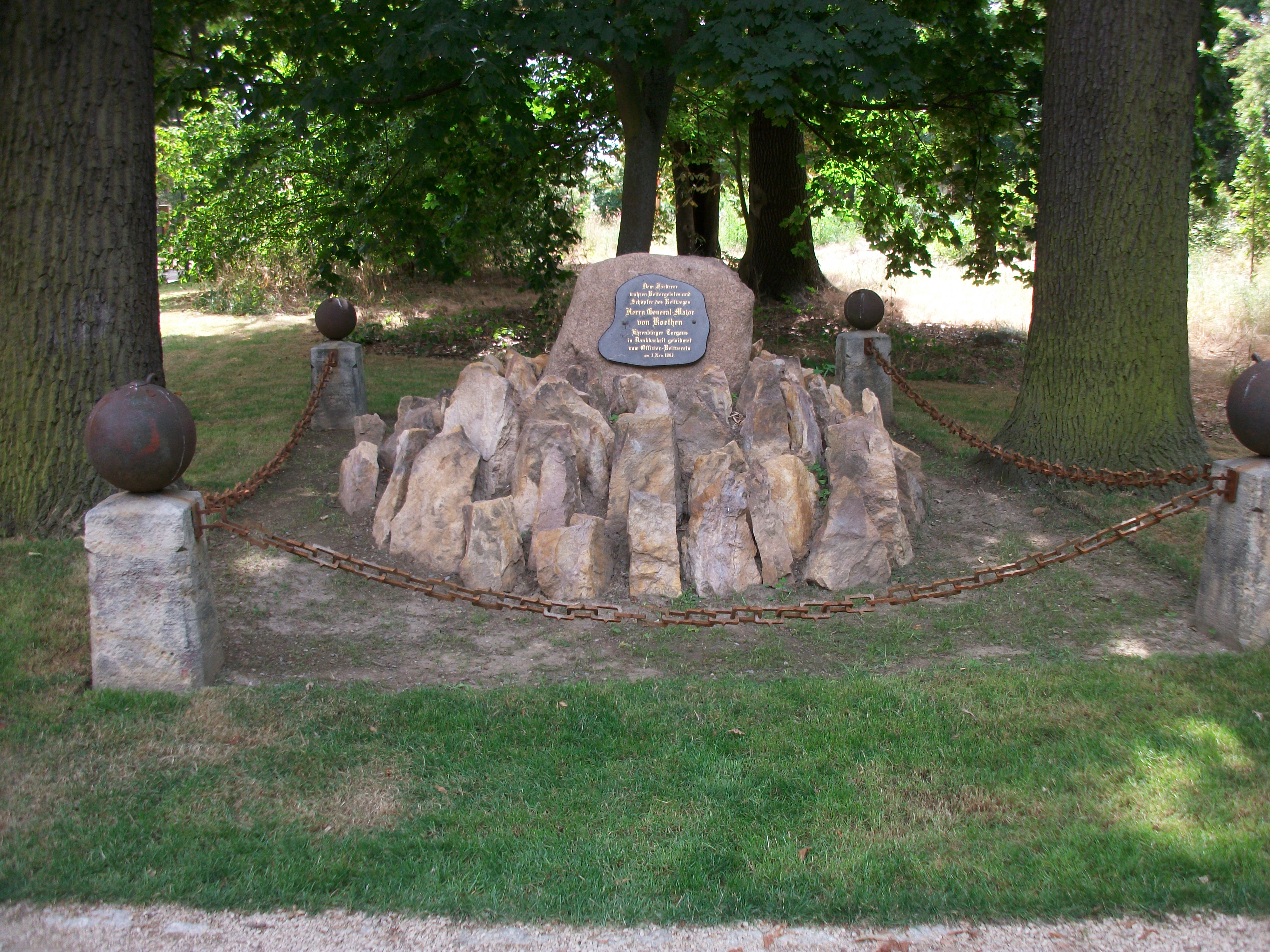
Denkmal Generalmajor Julius von Koethen (Torgau)

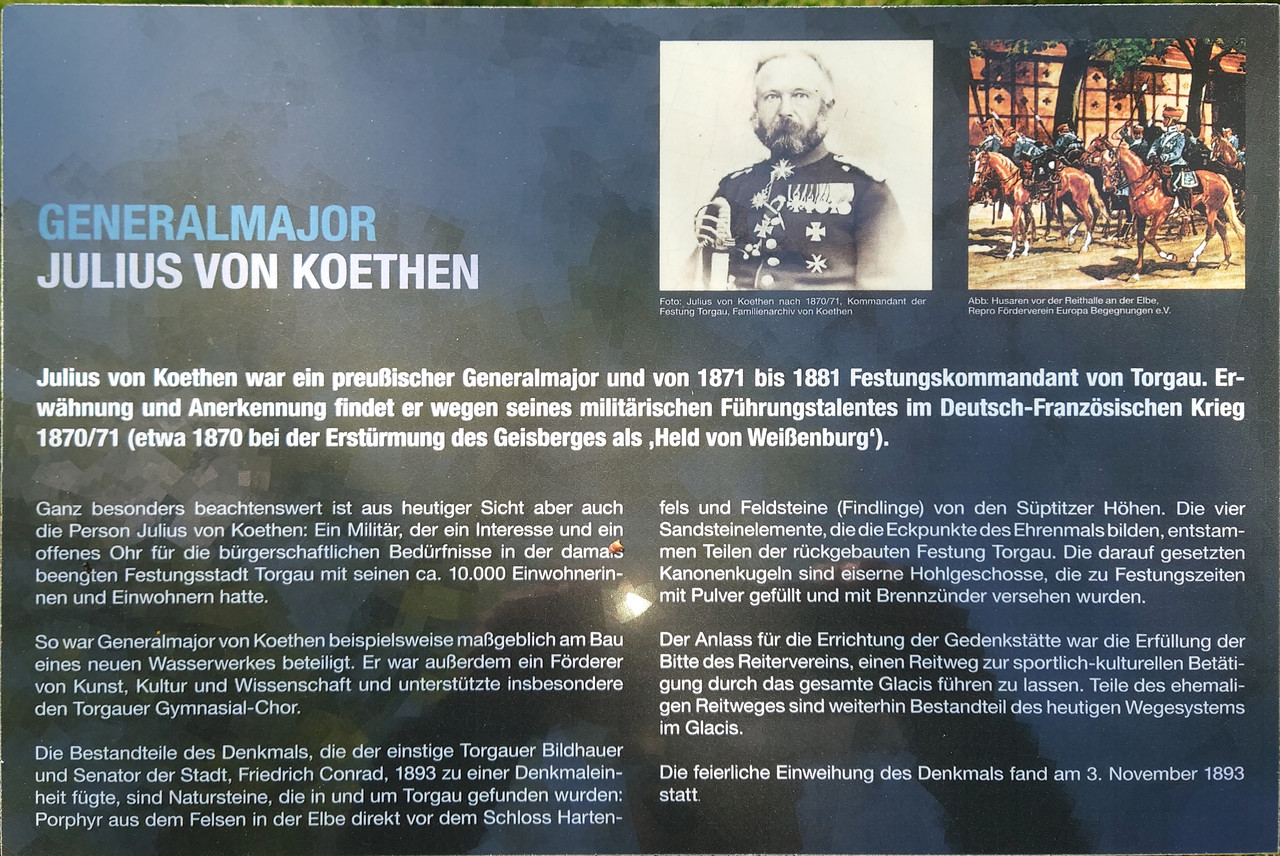
Infotafel beim Denkmal Generalmajor Julius von Koethen (Torgau)

### Herkunft
Seine Eltern waren der Erbherr auf Crampe, Zeinicke und Libbehne, Georg Ernst von Koethen (1763–1828) und dessen zweiter Ehefrau Ernestine, geborene Richter (1770–1843).

### Werdegang
Nach dem Besuch des Gymnasiums in Stargard trat Koethen am 1. Juni 1834 als Musketier in das 32. Infanterie-Regiment der Preußischen Armee ein und avancierte bis Mitte März 1837 zum Sekondeleutnant. Am 15. August 1845 wurde er für ein Jahr zum 4. kombinierte Reserve-Bataillon sowie von Mai bis August 1848 zur Ausbildung am Dreyse-Zündnadelgewehr zur Gewehrfabrik Sömmerda kommandiert. Vom 11. April bis zum 3. Juni 1849 war er bei der mobilen Division in Schleswig und Holstein und nahm während dieser Zeit im Krieg gegen Dänemark an den Gefechten bei Alminde, Viuf und Vejle teil.
Nach dem Krieg war Koethen von Februar 1851 bis September 1856 als Kompanieführer beim I. Bataillon im 32. Landwehr-Regiment kommandiert und stieg bis Mitte Mai 1854 zum Hauptmann auf. Am 1. April 1857 erfolgte seine Ernennung zum Kompaniechef in seinem Stammregiment. In gleicher Eigenschaft wurde er am 23. Februar 1861 nach Torgau in das 4. Thüringische Infanterie-Regiment Nr. 72 versetzt. Nach seiner Beförderung zum Major war er von Juni bis November 1864 Kommandeur des II. Bataillons und anschließend des Füsilier-Bataillons. Daran schloss sich am 2. Juni 1865 eine Verwendung als Kommandeur des I. Bataillons im Brandenburgischen Füsilier-Regiment Nr. 35 an. Diesen Verband führte Koethen 1866 im Krieg gegen Österreich bei Münchengrätz sowie Königgrätz und erhielt für sein Wirken den Kronen-Orden III. Klasse mit Schwertern.
Koethen avancierte nach dem Krieg am 31. Dezember 1866 mit Patent vom 30. Oktober 1866 zum Oberstleutnant. Mit der Mobilmachung anlässlich des Krieges gegen Frankreich erhielt er das Kommando über das Königs-Grenadier-Regiment (2. Westpreußisches) Nr. 7 und wurde wenige Tage später Oberst. Er führte sein Regiment bei Weißenburg, Wörth, Stonne, Sedan, Petit Bicêtre, Bellevue, Meudon, Malmaison, Garches, am Mont Valerien sowie vor Paris. Ausgezeichnet mit beiden Klassen des Eisernen Kreuzes wurde Koethen einen Tag vor dem Friedensschluss unter Stellung à la suite seines Regiments zum Kommandanten von Torgau ernannt. Er erhielt am 2. Mai 1874 den Charakter als Generalmajor und aus Anlass des 80. Jubiläums des Königs-Grenadier-Regiments (2. Westpreußisches) Nr. 7 am 6. Juni 1877 den Roten Adlerorden II. Klasse mit Eichenlaub. Koethen reichte seinen Abschied ein, der ihm am 15. Dezember 1881 unter Verleihung des Kronen-Ordens II. Klasse mit Schwertern am Ringe und mit Pension bewilligt wurde. Nach seiner Verabschiedung würdigte ihn Kaiser Wilhelm II. am 22. März 1897 mit der Krone zum Roten Adlerorden II. Klasse. Er starb am 12. Juni 1899 in Halle (Saale) als Ehrenritter des Johanniterordens.

### Familie
Koethen heiratete am 11. Januar 1881 in Halle Hulda von Gößnitz (1847–1921), Witwe des Emil von Schrader († 1880). Aus der Ehe ging die Tochter Anna-Marie (* 1883) hervor, die 1903 den Kammerherrn und Herrn auf Kobylnike Friedrich Wilhelm Freiherr von Wilamowitz-Möllendorf (* 1872) heiratete.